# Géza Hofi

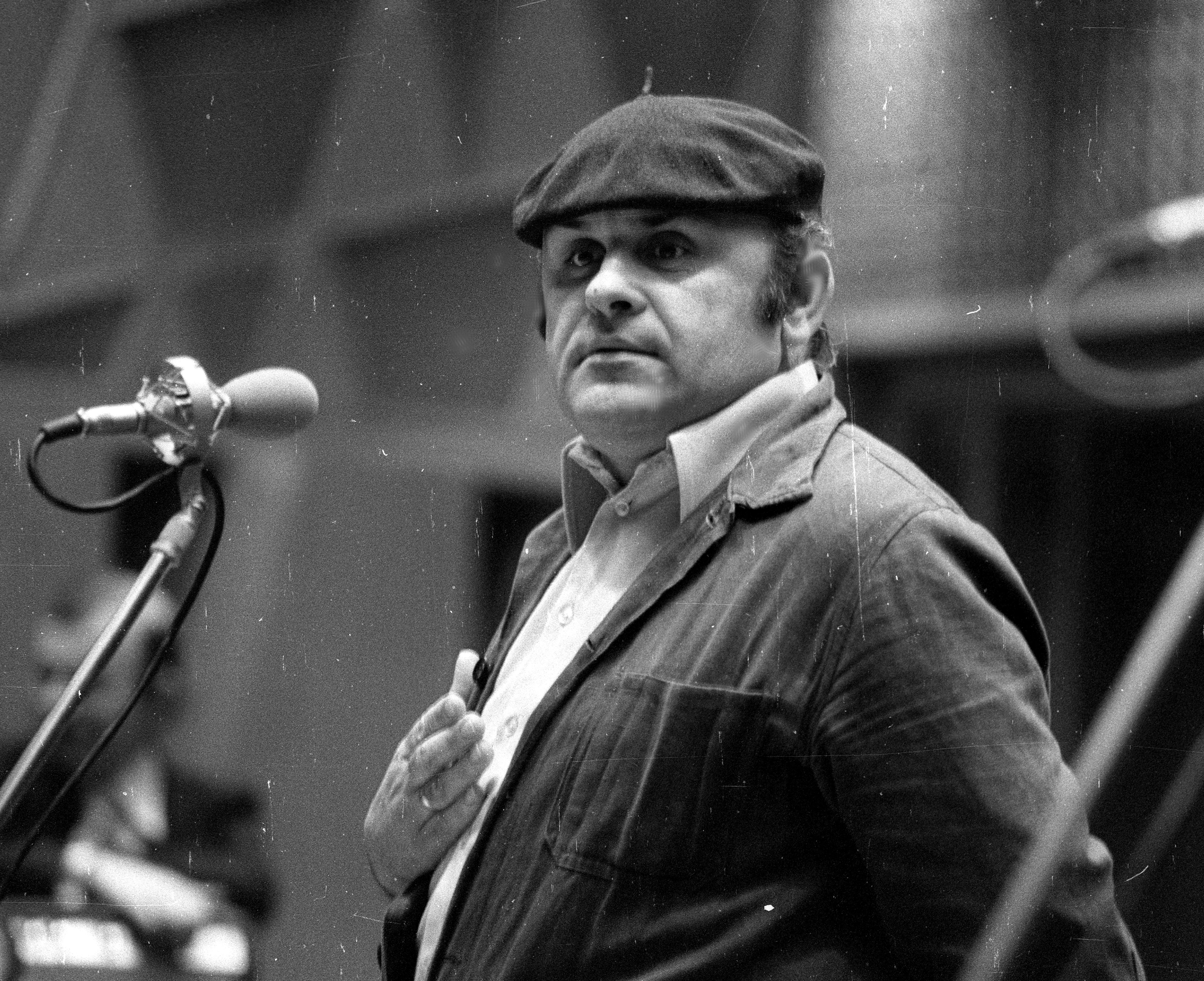
Géza Hofi im Jahr 1979

Géza Hofi (für Ungarn nur „a Hofi“ (der Hofi); geboren als Géza Hoffmann, * 2. Juli 1936 in Budapest; † 10. April 2002 ebenda) war ein ungarischer Schauspieler und Humorist. Er ist der populärste ungarische Humorist und Parodist des 20. Jahrhunderts und prägt auch heute das ungarische Kabarett.

## Leben
Hofi wurde 1936 als Hoffmann im Arbeiterviertel Kőbánya in Budapest geboren. Er arbeitete zunächst in einer Porzellan- und Ziegelfabrik. Nebenbei begann er als Amateurschauspieler seine Bühnenkarriere. Ab 1960 trat er als Berufsschauspieler im Csokonai-Theater in Debrecen auf, nach 1963 war er ausschließlich als Humorist und Parodist tätig. Mit einem Auftritt in einer Silvestersendung des Magyar Rádió 1968 errang er große Aufmerksamkeit, und so stieg sein Bekanntheitsgrad enorm an. Ab 1969 trat er für viele Jahre lang in dem kleinen Theater „Mikroszkóp Színpad“ in Budapest auf. Auch im Budapester Madách-Theater gab er eigene, selbst inszenierte Vorstellungen. Hofi, der mit seinem außergewöhnlichen Talent als Entertainer zwischendurch für viele parodistische Auftritte auf dem Lande für Furore sorgte, blieb vertraglich bis 1982 dem Theater „Mikroszkóp Színpad“ treu.
Er war bekannt dafür, dass er einen guten Kontakt zum Publikum aufbauen und die Zuschauer „verzaubern“ konnte. Er verfügte über sehr gute musikalische Fähigkeiten und ein schnelles Reaktions- und Improvisationsvermögen. Er war einer der wenigen Künstler, denen es erlaubt war, das politische System von János Kádár zu kritisieren. Seine jährliche Silvestershow wurde fester Bestandteil des Silvester-Kabarettprogramms im Ungarischen Fernsehen und im Rundfunk und sie war wochenlang Gesprächsthema Nummer eins in Ungarn.

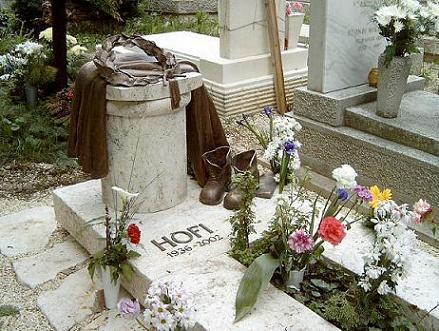
Grab von Géza Hofi

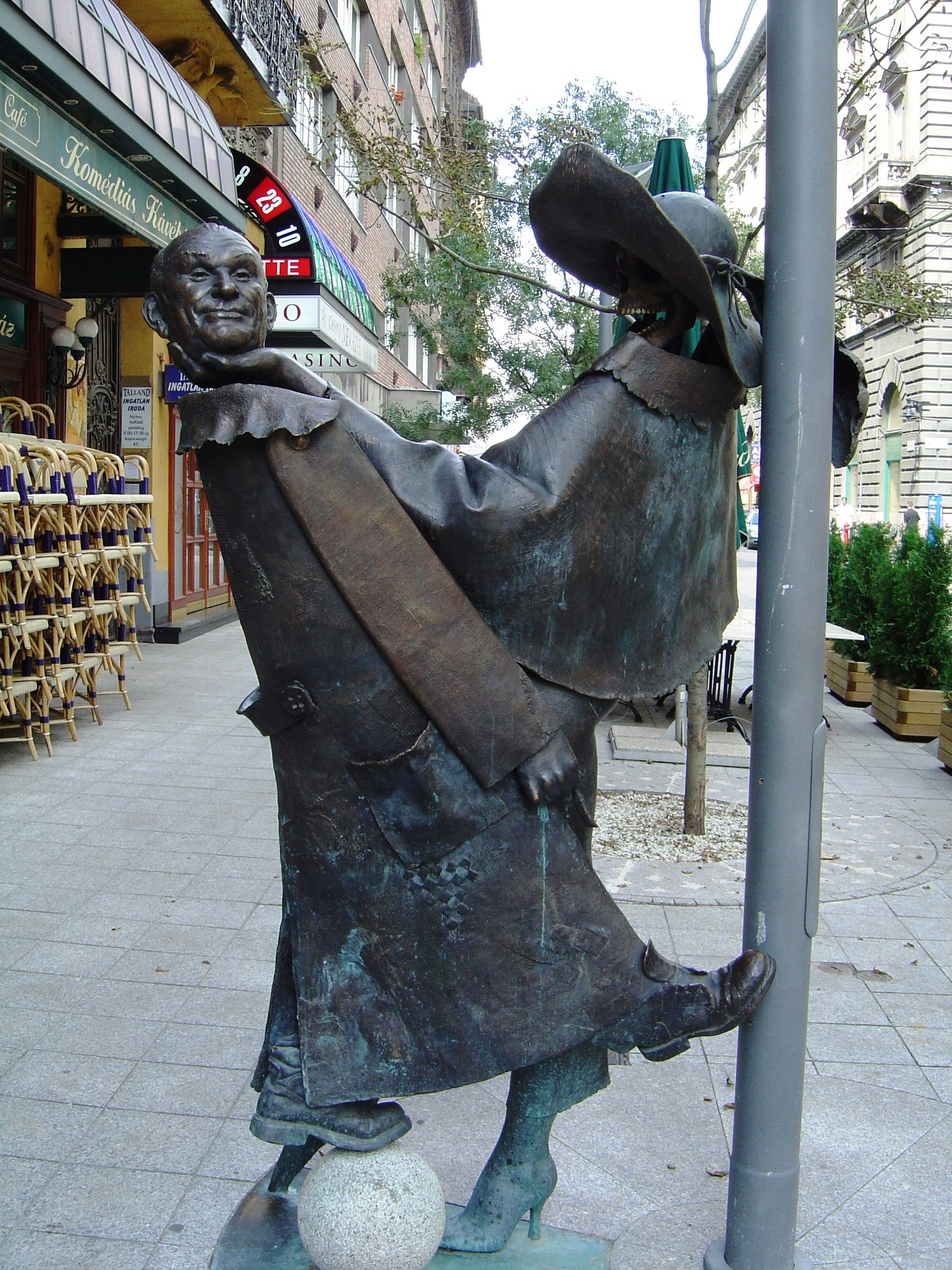
Bronzestatue von Géza Hofi

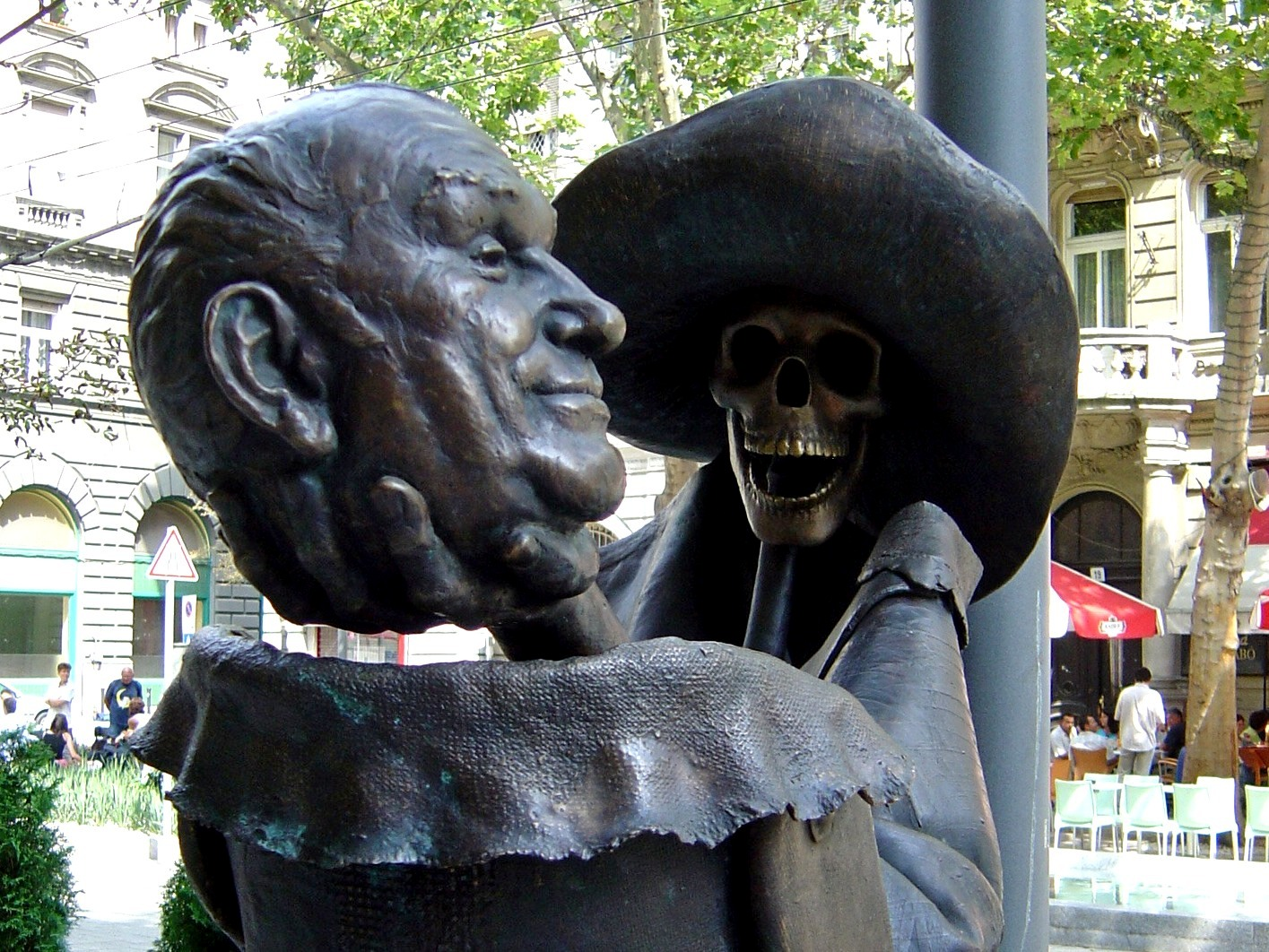
Bronzestatue von Géza Hofi

Hofi musste sich mehreren Augenoperationen unterziehen und erlitt auch einen Herzinfarkt. Nach einem erneuten Herzanfall starb er 2002 im Alter von 65 Jahren.

## Diskografie
- 1973: Hofisszeusz
- 1977: Akácos út...
- 1978: Szabhatjuk
- 1980: Te, figyelj haver!
- 1982: Hús-mentes áru
- 1990: Hofélia
- 1990: Hordót a bornak!
- 1991: Szíveslátás
- 1997: Pusszantás mindenkinek!
- 1999: Rádiókabaré '99
- 2000: Rádiókabaré 2000
- 2000: Gondolj Apádra
- 2000: 1400. (HU: Platin)[1]
- 2002: Napsugaras jó éjszakát! (HU: Gold)
- 2004: Hegedűs a háztetőn – musicalrészletek (HU: ×2Doppelplatin )
- 2014: Lazítani... (HU: ×6Sechsfachplatin )

## Zitate
- „Én vagyok a magyar népgazdaság. Azért vagyok felakasztva, mert így legalább úgy látszik, mintha állnék.“ (Ich bin die ungarische Volkswirtschaft. Bin deswegen aufgehängt, weil es so wenigstens aussieht, als ob ich stehen würde.)
- „Az ütő megállt bennem valamelyik nap. Lenézek, ott van egy üres szék. Mi van Pesten, tífusz?“ (Mir blieb vor kurzem die Pumpe stehen. Ich seh’ hinunter [von der Bühne], dort steht ein leerer Stuhl. Was ist los in Pest, Typhus?)

Erster Abschnitt seines Werks „Pusszantás mindenkinek!“ (1997)
- „Utoljára mindent elfelejtek! Mert ebbe a rohadt, mocskos bolsevista rendszerben, valamit nehezen kitaláltam, hát több mint egy fél évig mondhattam! Most - haaly! TV - hiradót megnézem érted, mire beérek a szinházba már nem aktuális!“ (Bin in letzter Zeit vergesslich! In diesem dreckigen, verdammten Bolschewistensystem erfand ich etwas mit Müh und Not; konnte es mehr als ein halbes Jahr lang erzählen! Jetzt - ehh! Ich seh’ mir die Nachrichten im Fernsehen an, verstehste; und sobald ich im Theater ankomme ist es nicht mehr aktuell!)

Dritter Abschnitt seines Werks „Pusszantás mindenkinek!“ (1997)

## Auszeichnungen
Hofi erhielt zweimal, in den Jahren 1970 und 1973, den Mari-Jászai-Preis des ungarischen Parlaments.

### Weitere Auszeichnungen
- Érdemes művész (1977)
- Kiváló művész (1988)
- Déryné-Preis (1995)
- Kossuth-Preis (1998)